# 高木侃
高木 侃（たかぎ ただし、1942年1月4日 - 2018年11月22日）は、日本の法制史学者、専修大学史編集主幹。専攻は日本法制史、家族史。埼玉県出身。
1942年朝鮮・慶尚北道生まれ。1960年埼玉県立本庄高等学校卒業。1966年中央大学法学部法律学科卒業。1969年同大学院法学研究科修士課程修了。1994年「縁切寺満徳寺の研究」で中央大学より博士（法学）の学位を取得。愛知学院大学助教授、関東短期大学教授、国際日本文化研究センター客員教授、2002年専修大学法学部教授。2011年比較家族史学会会長。太田市立縁切寺満徳寺資料館名誉館長。近世の離婚研究で知られる。

## 著書
- 三くだり半 江戸の離婚と女性たち 1987.3 (平凡社選書） のちライブラリー
- 縁切寺満徳寺の研究 成文堂 1990.12
- 三くだり半と縁切寺 江戸の離婚を読みなおす 1992.3 (講談社現代新書)
- 泣いて笑って三くだり半 女と男の縁切り作法 教育出版 2001.4 (江戸東京ライブラリー）
- 三くだり半からはじめる古文書入門 柏書房、2011

## 編著
- 縁切寺満徳寺史料集 成文堂 1976
- 縁切寺東慶寺史料 平凡社 1997.2
- 老いの相生 専修大学出版局 2006.5